# 云南橐吾
云南橐吾（学名：Ligularia yunnanensis）是菊科橐吾属的植物，是中国的特有植物。分布在中国大陆的云南等地，生长于海拔3,100米至4,000米的地区，多生于林中、林下或岩石，目前尚未由人工引种栽培。

## 异名
- Ligularia yunnanensis (Franch.) Hand.-Mazz., 1936
- Senecillis yunnanensis (Franch.) Kitam.
- Senecio yunnanensis Franch.